# Stazione di Fara Sabina-Montelibretti
La stazione di Fara Sabina-Montelibretti è una stazione ferroviaria situata sulla linea Firenze-Roma. Si trova nella Valle del Tevere a Passo Corese, frazione di Fara Sabina comune della provincia di Rieti e in parte, frazione di Montelibretti comune della Città metropolitana di Roma Capitale.
La gestione degli impianti è affidata a Rete Ferroviaria Italiana (RFI). È servita dai treni della FL1, che collegano la stazione con Roma, Orte e Fiumicino Aeroporto.
È facilmente raggiungibile tramite la SS 4 Salaria, e la SS 313 ternana, rappresenta l'unico collegamento a Roma via treno per i comuni lungo la salaria in direzione Rieti, non essendo ancora mai costruita la ferrovia Passo Corese-Rieti. È una delle poche stazioni lungo la tratta ferroviario Orte-Fiumicino aeroporto ad essere inserite da RFI nella categoria "silver".

## Storia
La stazione venne costruita come parte della ferrovia Roma-Ancona, all'epoca nota come "ferrovia Pio Centrale" in quanto ideata e promossa da papa Pio IX. La costruzione della linea fu stabilita sin dal 1846, ma i lavori partirono solo a ridosso dell'unità d'Italia. La stazione venne inaugurata il 1º aprile 1865, con l'apertura al traffico del tratto della linea tra Roma e Orte.

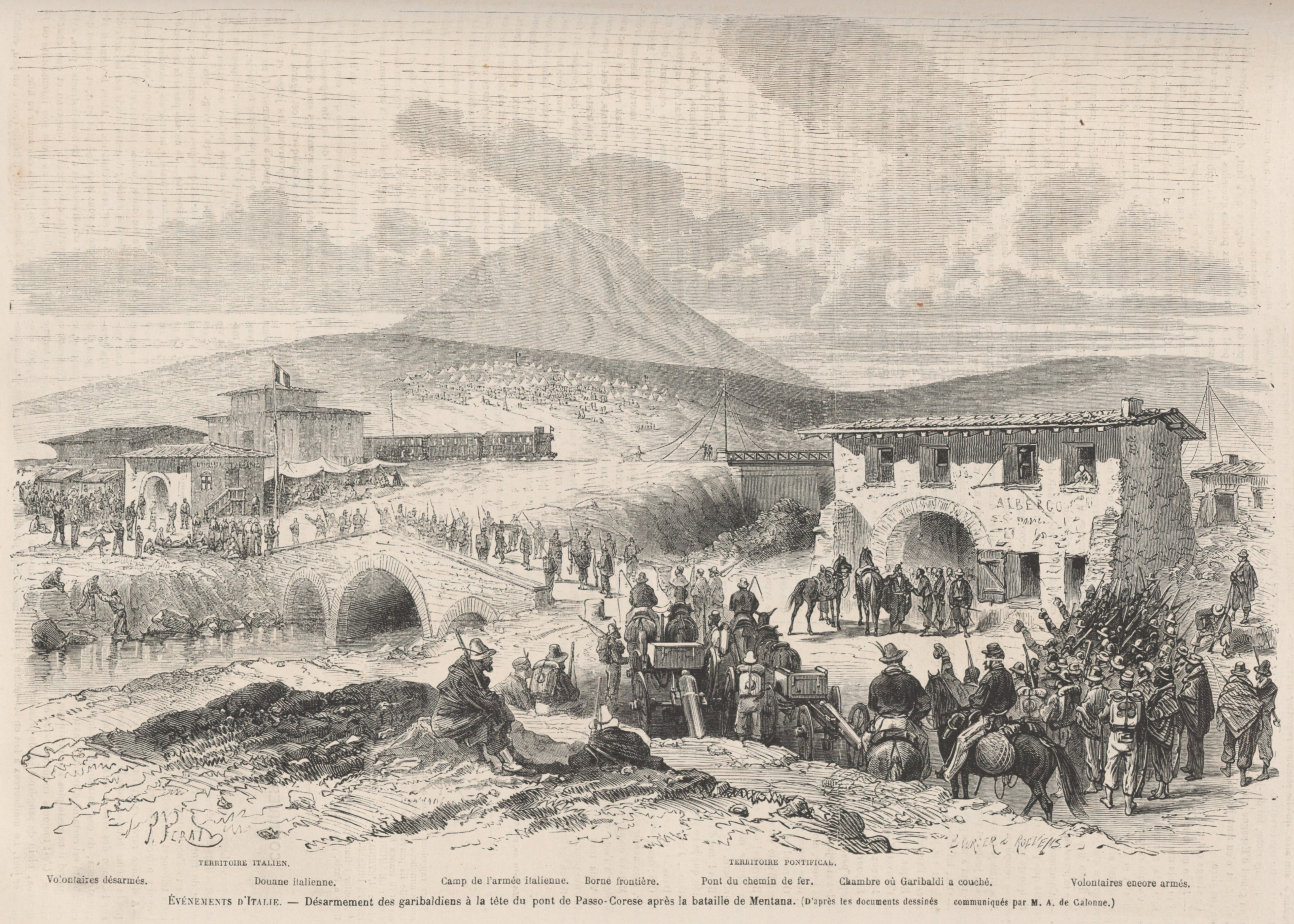
Le truppe di Garibaldi alla stazione di Passo Corese (visibile a sinistra) nel 1867, dopo la battaglia di Mentana

La stazione sorgeva in una zona all'epoca rurale e molto distante dai più vicini centri abitati, pertanto originariamente gli fu dato il nome di Passo di Corese, toponimo che indicava la presenza di un attraversamento del torrente Corese (aggettivo, quest'ultimo, riferito all'antica città Sabina di Cures che si trovava poco distante). L'attuale abitato di Passo Corese non esisteva ancora e nacque solo successivamente, proprio in conseguenza all'edificazione della stazione.
Nei primi anni di esercizio, la stazione fu teatro di importanti avvenimenti storici, dovuti al fatto che fosse l'ultima nel territorio del Regno d'Italia prima del confine con lo Stato Pontificio: proprio da questo scalo salirono a bordo del treno le truppe di Giuseppe Garibaldi e dei fratelli Cairoli, impegnate in infruttuose spedizioni per liberare Roma dalla teocrazia papale.
In seguito (non più avanti del 1898) il nome della stazione fu modificato in Fara Sabina, a ricordare il nome del comune di Fara in Sabina, in cui la stazione ricade (anche se il capoluogo comunale dista ben 13 km). Nel novembre del 1924 il nome venne modificato nell'attuale Fara Sabina-Montelibretti, per comprendere anche il nome del comune di Montelibretti, sul cui territorio ricade tutta l'area di fronte alla stazione, il parcheggio e parte della banchina, sebbene  centro urbano del capoluogo comunale disti 10 km.
La linea Roma-Orte, di cui la stazione faceva parte, acquisì col tempo una grande importanza: nel 1875, con la costruzione della diramazione da Orte a Terontola, divenne parte anche della ferrovia Firenze-Roma oltre che della Ancona-Roma, entrando quindi a far parte della principale dorsale nord-sud d'Italia. Ne seguì un alto volume di traffico, che portò la linea a essere raddoppiata (1890) ed elettrificata (1935).
La presenza della stazione favorì ben presto la nascita di nuovi fabbricati attorno ad essa, che andarono a costituire il primo nucleo dell'odierna Passo Corese. A causa della posizione favorevole e della generale tendenza all'accentramento della popolazione nei pressi delle vie di comunicazione, il centro abitato ha acquisito col tempo una popolazione notevole, ed oggi è la località più popolosa del territorio comunale, superando di gran lunga il capoluogo Fara.
Negli anni Sessanta, l'esigenza di velocizzare sempre di più i collegamenti Roma-Milano, portò alla concezione di una nuova linea più veloce, che evitasse l'ansa costituita dal passaggio per Fara Sabina: si trattava della Direttissima Roma-Firenze, che nel tratto Roma-Orte venne aperta al traffico nel 1977. La stazione di Fara venne quindi privata di tutto il traffico a lunga percorrenza tra il nord e il sud, e la linea storica sembrò aver perso utilità. In breve tempo, tuttavia, la Roma-Orte riuscì a trovare una nuova ragione d'essere: a partire dal 1981 vi venne istituito un servizio suburbano di buon successo che permetteva di raggiungere Roma Tiburtina; nel 1994 fu prolungato all'aeroporto di Fiumicino e gli venne dato il nome di FL1.

## Strutture ed impianti

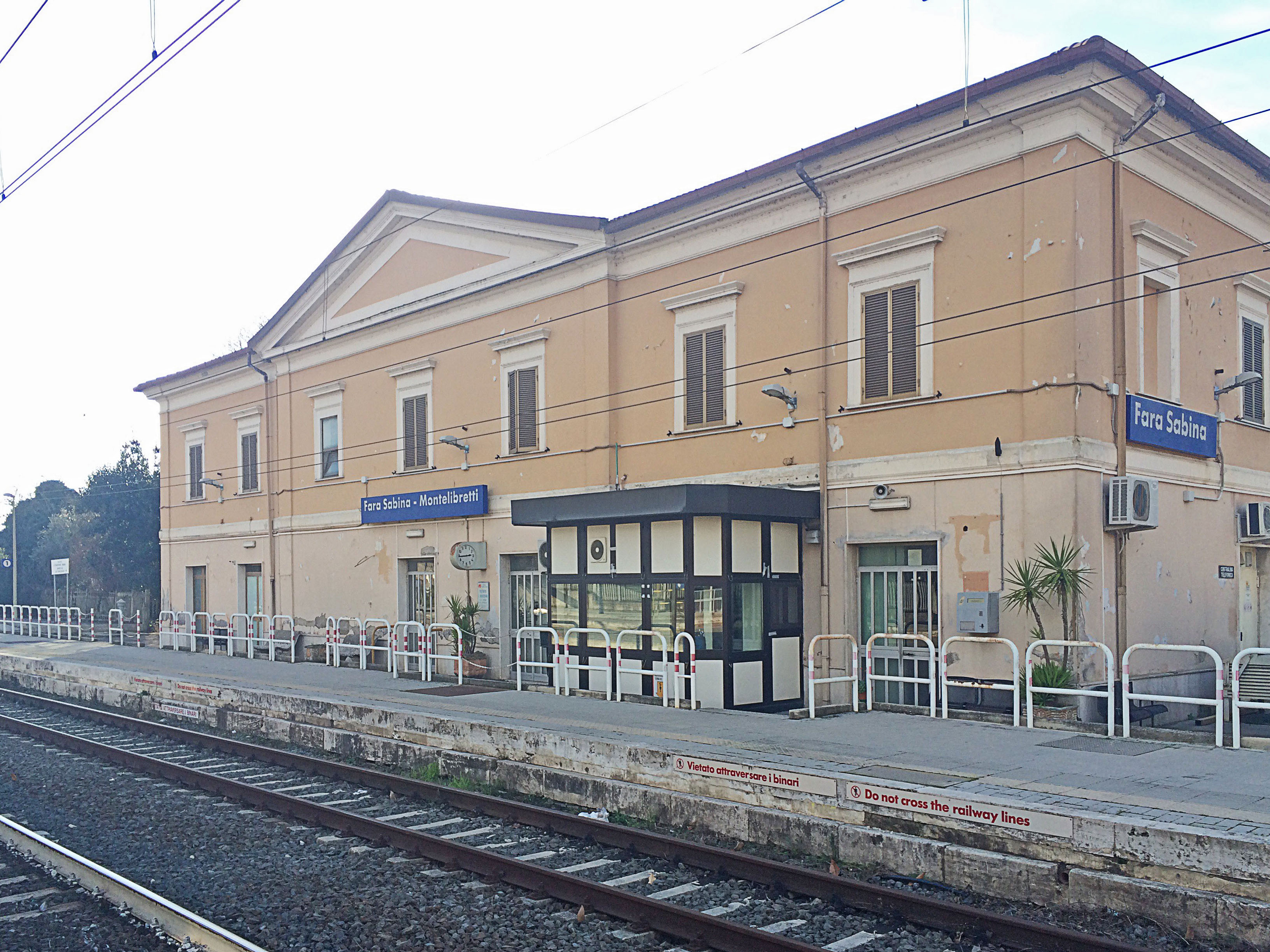
Il fabbricato viaggiatori visto dai binari

Il piazzale è formato da quattro binari serviti da tre banchine collegate da un sottopassaggio.
Il fabbricato viaggiatori si trova in piazza Martiri della Resistenza dove è presente un parcheggio, che si sviluppa nello spazio tra i binari e via Garibaldi che costeggia la ferrovia. All'interno del fabbricato viaggiatori ci sono una biglietteria automatica, una sala d'attesa e due monitor con lo stato dei treni in arrivo e in partenza. Al binario 1 si accede dalla sala d'attesa, mentre a tutti gli altri binari si accede dal sottopassaggio, collocato all'esterno dell'edificio, nel piazzale esterno della stazione. Un ingresso secondario alla stazione si trova sul lato opposto del fabbricato viaggiatori, in via XXI Aprile, e dà accesso al binario 4. Dal 14 aprile 2019 i treni per Roma partono dai binari 1 e 3 mentre quelli per Poggio Mirteto e Orte dal binario 2; al momento il 4 è interdetto.
Un parcheggio più capiente è stato realizzato nel 2000 sul lato opposto di via Garibaldi, insieme al nuovo capolinea degli autobus COTRAL, tramite il quale la regione Lazio sta cercando di lanciare un criticato interscambio gomma-rotaia per i pendolari che da Rieti si recano a Roma.
La stazione dovrebbe essere il punto di diramazione della ferrovia Passo Corese-Rieti, più volte progettata ma mai realizzata, prevista anche dalla recente legge obiettivo, che realizzerebbe il collegamento ferroviario tra Roma e Rieti e fa parte del più ampio progetto della Ferrovia Salaria.

## Movimento
La stazione è servita dalla linea FL1 che collega Orte all'aeroporto di Fiumicino.
Nei giorni lavorativi, il servizio ha una cadenza di quindici minuti in direzione di Fiumicino Aeroporto e di trenta minuti in direzione Poggio Mirteto (ma solo un treno ogni ora è diretto ad Orte; tutti gli altri terminano la loro corsa a Poggio Mirteto).
Il sabato ed i festivi le frequenze sono dimezzate (una ogni 30 minuti). Il sabato e la domenica il servizio è assente tra le 10.00 e le 13.00.

## Servizi

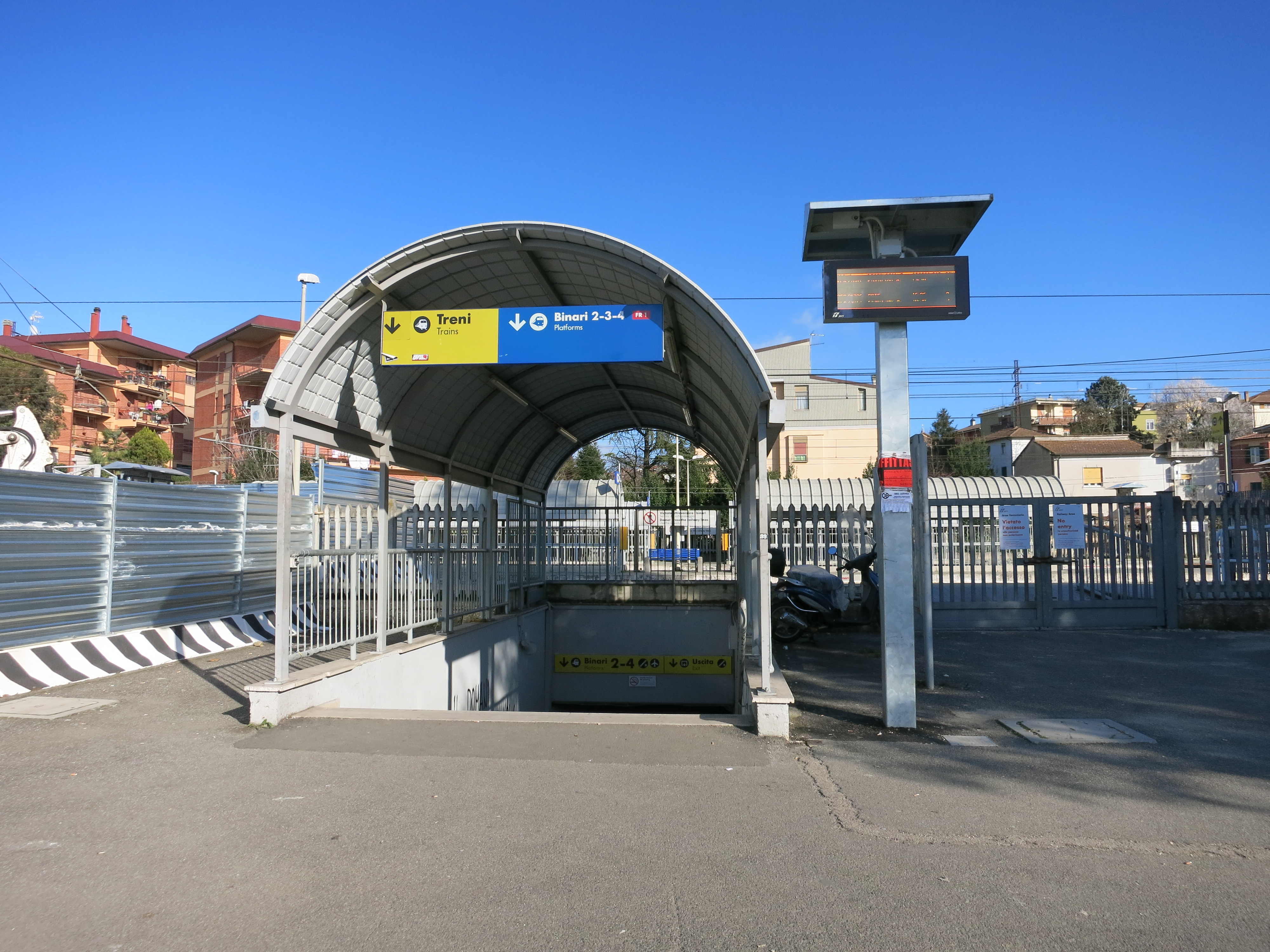
L'ingresso del sottopassaggio

- Biglietteria automatica
- Biglietteria a sportello
- Sottopassaggio
- Servizi igienici
- Parcheggio di scambio
- Distributori automatici di snack e bevande
- Polizia ferroviaria
- Capolinea linee Cotral
- Stazione video sorvegliata
- Annuncio sonoro arrivo e partenza treni

## Interscambi
- Capolinea autolinee COTRAL